# 吉洪诺夫定理
在数学上，吉洪诺夫（Тихонов）定理断言，任意个紧致空间的乘积空间对于乘积拓扑是紧致的，这个定理1930年由苏联数学家安德烈·尼古拉耶维奇·吉洪诺夫发表。这个定理在微分拓扑、代数拓扑和泛函分析等领域中有诸多运用。
对有限个空间来说，这个定理没有特别之处；对无限个，无论是可数无穷还是不可数无穷，这个结论仍然成立，它依赖于乘积拓扑的定义，与选择公理（它又等价于佐恩引理）是等价的。